# Aparima River South Branch
Der Aparima River South Branch ist ein Fluss in der Region Southland auf der Südinsel von Neuseeland.

## Geographie
Der Aparima River South Branch entspringt im nördlichen Teil der Takitimu Mountains, an der westlichen Flanke eine 1445 m hohen Gipfels. Von dort aus fließt der Fluss nach rund 1,3 km in östliche Richtung, bis er nach insgesamt 7,3 km als rechter Nebenfluss in den Aparima River mündet.